# Pau Prim Coma
Pau Prim Coma (Castellbisbal, 2 de febrer de 2006) és un futbolista català que juga com a migcampista al Al-Sadd.

## Carrera de club
Nascut a Castellbisbal, Prim va començar a jugar a futbol als 4 anys al club de la seva ciutat natal abans de fitxar pel FC Barcelona el 2012. Va ser nomenat capità en les categories inferiors del Barça i va ascendir al Juvenil A després de ser titular en el seu debut contra el Viktoria Plzeň a la UEFA Youth League.
Tot i haver estat ascendit a l'equip sub-19 durant la temporada 2022-23, Prim va ser nomenat suplent no utilitzat en la derrota del Barça per 2-1 contra el Celta el 4 de juny, i va ser un dels sis jugadors juvenils que van debutar amb el primer equip en un partit amistós contra el Vissel Kobe tot just dos dies després. A més del seu debut, Prim va debutar amb el FC Barcelona B el 27 d'agost del 2023 en la derrota per 1-0 davant la SD Logronyès al partit inaugural de la Primera Federació 2023-24.

## Carrera internacional
Internacional juvenil amb Espanya, Prim ha representat la selecció espanyola sub-16 i sub-17. Va formar part de la selecció espanyola sub-17 que va disputar el Campionat d'Europa del 2023.
L'agost del 2023, Prim es va quedar fora de la selecció espanyola sub-18 a causa de compromisos amb el primer equip a les ordres de Xavi.

## Estil de joc
Integrat a la filosofia del Barcelona, Prim va ser etiquetat com el proper successor de l'exveterà del Barça Sergio Busquets. Bo amb els dos peus, Prim destaca per la seva excepcional capacitat de passada i la seva agilitat. En defensa, se'l descriu com a capaç de llegir la jugada amb gran rapidesa, cosa que li permet aturar qualsevol avenç de l'atac rival i iniciar un contraatac per al seu equip.